# Bayside, Wisconsin
Bayside är en ort i Milwaukee County i delstaten Wisconsin, USA.